# Genicanthus semicinctus
Genicanthus semicinctus là một loài cá biển thuộc chi Genicanthus trong họ Cá bướm gai. Loài này được mô tả lần đầu tiên vào năm 1900.

## Từ nguyên
Từ định danh của loài được ghép bởi hai từ trong tiếng Latinh: semi ("một nửa") và cinctus ("thắt lưng"), hàm ý đề cập đến các dải đen ở hai bên thân cá đực không kéo dài xuống dưới bụng.

## Phạm vi phân bố và môi trường sống
G. semicinctus là loài bản địa của Tây Nam Thái Bình Dương. Loài này chỉ được biết đến tại đảo Lord Howe (Úc) và quần đảo Kermadec (New Zealand). Loài này sống gần các rạn san hô và đá ngầm ở độ sâu khoảng từ 10 đến ít nhất là 100 m (thường được quan sát phổ biến ở độ sâu từ 35 m trở ra ngoài khơi).

## Mô tả
G. semicinctus có chiều dài cơ thể tối đa được biết đến là 21 cm. Chúng là loài dị hình giới tính rõ rệt.
Cá đực có màu xám nhạt (gần như trắng) với các dải sọc dọc màu đen ở thân trên (cá đực Genicanthus melanospilos, một loài có hoa văn tương tự như G. semicinctus, có các dải sọc kéo dài xuống cả vùng bụng). Phần bụng có màu vàng da cam; lốm đốm các vệt đen trên ngực. Vây lưng và vây hậu môn có màu vàng, viền xanh lam sáng ở rìa. Vùng lưng và đỉnh đầu phớt màu cam. Vây đuôi có nhiều đốm đen; hai thùy đuôi dài, được viền màu xanh óng.
Cá cái kém sặc sỡ hơn cá đực. Nửa thân trên của chúng có màu xám nâu sẫm, trái ngược với nửa thân dưới là màu trắng. Các vây đều có viền màu xanh óng. Có một đốm đen viền xanh sáng ở ngay trên mắt. Hai thùy đuôi viền đen, ngắn hơn so với cá đực.
Số gai vây lưng: 15; Số tia vây ở vây lưng: 15–17; Số gai vây hậu môn: 3; Số tia vây ở vây hậu môn: 18–19; Số tia vây ở vây ngực: 17–18.

## Sinh thái
G. semicinctus thường sống thành từng nhóm nhỏ (khoảng 4–5 cá thể), với một con đực thống trị cùng bầy cá cái trong hậu cung của nó.
G. semicinctus được xem là một loài cá cảnh nhưng rất hiếm khi được đánh bắt, có lẽ do chúng sống ở môi trường nước sâu.

### Trích dẫn
- J. E. Randall (1975). "A revision of the Indo-Pacific angelfish genus Genicanthus, with descriptions of three new species". Bulletin of Marine Science. Quyển 25 số 3. tr. 393–421.